# Макдональд, Маккензи
Макке́нзи Макдо́нальд (англ. Mackenzie McDonald, род. 16 апреля 1995, Пьемонт, Калифорния, США) — американский теннисист. Победитель одного турнира ATP в парном разряде.

## Спортивная карьера
Макдональд был полуфиналистом в мужском одиночном разряде открытого чемпионата Австралии 2012 года среди юниоров.
В возрасте 18 лет Макдональд квалифицировался на турнир серии Мастерс в Цинциннати, победив двух игроков первой сотни, несмотря на то, что никогда ранее не зарабатывал рейтинговых очков ATP. В первом круге основного раунда проиграл Дэвиду Гоффену. Впоследствии он получил уайлд-кард в квалификацию открытого чемпионата США 2013 года.
В 2018 году он участвовал в своем первом открытом чемпионате Австралии, где победил Элиаса Имера в первом раунде после победы в квалификации. В следующем раунде он потерпел поражение от 3-го сеянного Григора Димитрова в 5-м решающем сете. Позже он выиграл турнир серии «челленджер» в Сеуле, победив в финале Джордана Томпсона.
На Уимблдоне он достиг четвёртого раунда, выиграв свой первый в истории 5-сетовый матч у Николаса Ярри в первом круге. Затем он переиграл Гидо Пелью, но уступил в четырёх сетах Милошу Раоничу.
В феврале 2019 года Макдональд участвовал на турнире в Делрей-Бич, где он в четвертьфинале победил Хуана Мартина дель Потро, но проиграл в борьбе за выход в финал будущему победителю турнира Раду Алботу.
В феврале 2019 года дошёл до финала челленджера в Далласе (США), но уступил американцу Митчеллу Крюгеру в упорном трёхсетовом поединке, хотя первый сет остался за Маккензи. На турнире ATP в Акапулько (Мексика) дошёл до четвертьфинала, но оступился в матче против британца Кэмерона Норри.
В марте 2019 года дошёл до второго раунда турнира в Индиан-Уэлс (США), но проиграл в двух сетах россиянину Даниилу Медведеву.

## Рейтинг на конец года
| Год  | Одиночный рейтинг | Парный рейтинг |
| 2023 | 41                | 71             |
| 2022 | 63                | 94             |
| 2021 | 55                | 237            |
| 2020 | 193               | 227            |
| 2019 | 129               | 293            |
| 2018 | 78                | 230            |
| 2017 | 176               | 262            |
| 2016 | 321               | 304            |
| 2015 | 371               | 547            |
| 2014 | 642               | 587            |
| 2013 | 673               | 1107           |

## Выступления на турнирах

### Финалы турнировATPв одиночном разряде (1)

#### Поражения (1)
| Легенда                     |
| --------------------------- |
| Турниры Большого шлема (0)* |
| Итоговый турнир ATP (0)     |
| ATP Мастерс 1000 (0)        |
| АТР 500 (0)                 |
| АТР 250 (0+1)               |

| Титулы по покрытиям | Титулы по месту проведения матчей турнира |
| ------------------- | ----------------------------------------- |
| Хард (0+1)*         | Зал (0)                                   |
| Грунт (0)           | Зал (0)                                   |
| Трава (0)           | Открытый воздух (0+1)                     |
| Ковёр (0)           | Открытый воздух (0+1)                     |

* количество побед в одиночном разряде + количество побед в парном разряде.
| №  | Дата           | Турнир         | Покрытие | Соперник в финале | Счёт        |
| -- | -------------- | -------------- | -------- | ----------------- | ----------- |
| 1. | 8 августа 2021 | Вашингтон, США | Хард     | Янник Синнер      | 5-7 6-4 5-7 |

### Финалы турнировATPв парном разряде (3)

#### Победа (1)
| №  | Дата           | Турнир        | Покрытие | Партнёр      | Соперники в финале               | Счёт           |
| -- | -------------- | ------------- | -------- | ------------ | -------------------------------- | -------------- |
| 1. | 9 октября 2022 | Токио, Япония | Хард     | Марсело Мело | Давид Вега Эрнандес Рафаэл Матос | 6-4 3-6 [10-4] |

#### Поражения (2)
| №  | Дата            | Турнир          | Покрытие | Партнёр         | Соперники в финале               | Счёт              |
| 1. | 6 августа 2023  | Вашингтон, США  | Хард     | Бен Шелтон      | Максимо Гонсалес Андрес Мольтени | 7-6(4) 2-6 [6-10] |
| 2. | 19 августа 2024 | Цинциннати, США | Хард     | Алекс Микельсен | Марсело Аревало Мате Павич       | 2-6 4-6           |

## История выступлений на турнирах
По состоянию на 31 января 2019 года
Для того, чтобы предотвратить неразбериху и удваивание счета, информация в этой таблице корректируется только по окончании турнира или по окончании участия там данного игрока.
| Турнир                       | 2016 | 2017 | 2018 | 2019 | В/П за карьеру |
| ---------------------------- | ---- | ---- | ---- | ---- | -------------- |
| Открытый чемпионат Австралии | -    | -    | 2Р   | 2Р   | 2-2            |
| Открытый чемпионат Франции   | -    | К    | -    |      | 0-0            |
| Уимблдонский турнир          | -    | К    | 4Р   |      | 3-1            |
| Открытый чемпионат США       | 1Р   | -    | 1Р   |      | 0-2            |
| В/П в сезоне                 | 0-1  | 0-0  | 4-3  | 1-1  | 5-5            |